# Hot dog
L'hot dog (/(h)ɔtˈdɔɡ/; inglese: /ˈhɒt.dɒɡ/), lett. "cane caldo", è una tipologia di panino, la cui origine è rivendicata da Germania, Austria e Stati Uniti. Si prepara tagliando a metà e longitudinalmente un'apposita pagnotta tenera oblunga (hot dog bun) e inserendovi un würstel, e altri ingredienti a piacere tra cui salse (ketchup, senape e maionese), formaggio, crauti e cipolle fritte. In altri casi il pane degli hot dog viene forato con un'apposita macchina anziché tagliato. Alimento da fast food conosciuto al pari dell'hamburger, l'hot dog è popolarissimo in tutto il mondo, specie negli Stati Uniti, dove viene venduto negli stadi e nei chioschi ambulanti.

## Storia

### Origini ed etimologia

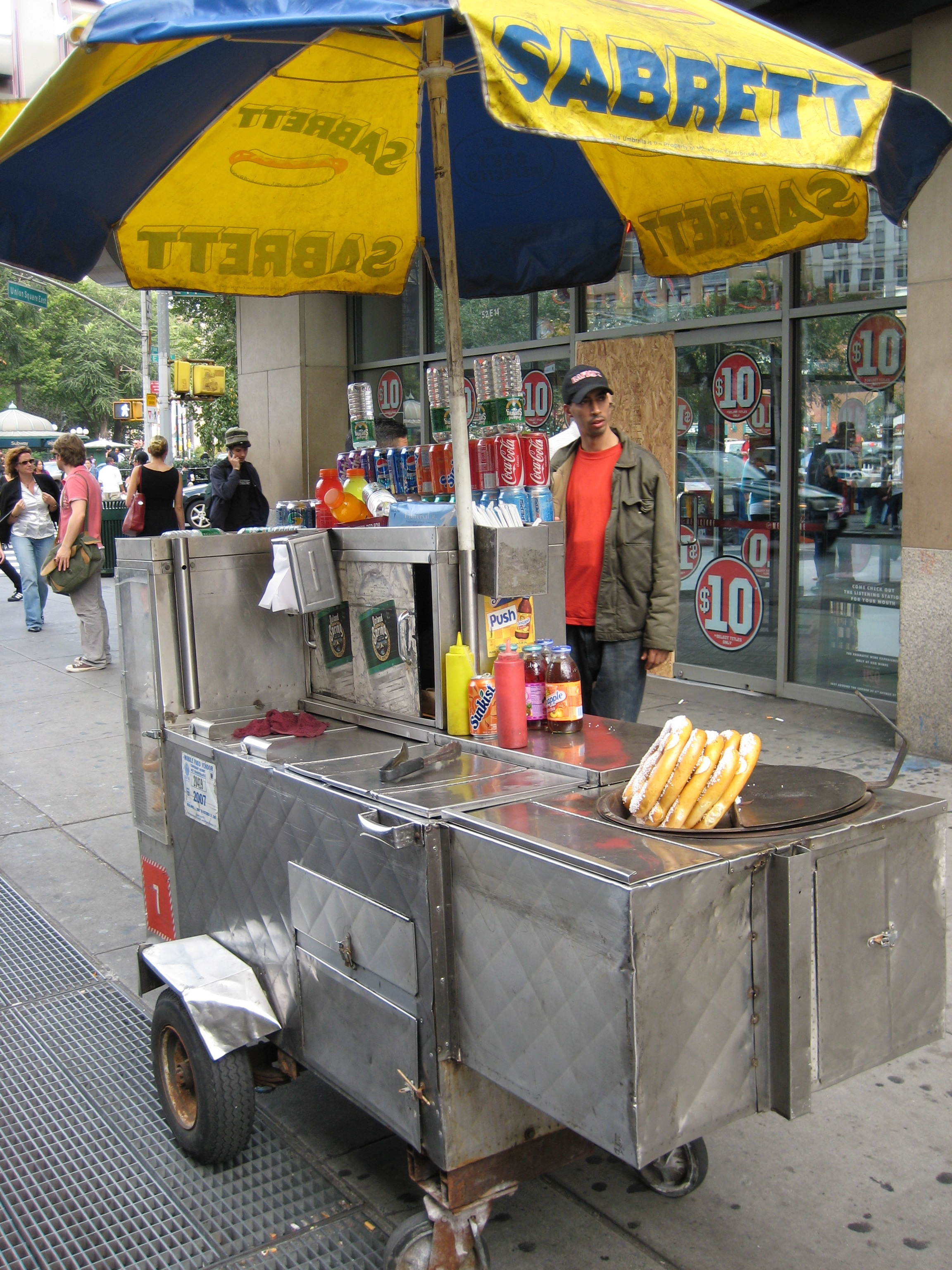
Chiosco di hot dog a New York

Le origini dell'hot dog non sono del tutto chiare. L'alimento, rivendicato da Vienna e Francoforte sul Meno, venne esportato sul suolo americano dagli immigrati tedeschi durante la metà dell'Ottocento. A conferma di ciò vi è il fatto che venisse preparato usando la salsiccia di Francoforte o Frankfurter. Nello stesso periodo giunse negli Stati Uniti una razza canina fino ad allora sconosciuta, il bassotto, chiamato in tedesco Dachshund. Questo termine veniva anche usato come sinonimo di Frankfurter per via della sua forma allungata.
Quando giunse negli Stati Uniti, l'hot dog era preparato usando una miscela di carne di manzo e maiale. Quello di manzo odierno è un'invenzione dei macellai ebrei statunitensi che, dovendo rispettare una dieta kosher, iniziarono a prepararli senza la carne di maiale.
Secondo una teoria, il termine "hot dog" fu coniato nel 1867 da un venditore allo stadio che non riusciva a vendere i suoi würstel. Si inventò la storia che questi erano salsicce di cane, e se ne andava in giro gridando «chi vuole le mie salsicce di cane?», riuscendo così a far alzare le sue vendite. Poco dopo anche gli altri venditori di würstel lo imitarono, ma nell'abbreviare il suo slogan, urlavano hot dog (lett. "cane caldo").
Stando a un'altra fonte, all'inizio del XX secolo, quando i New York Giants disputavano le loro partite di football, lo statunitense Harry M. Stevens pensò di distribuire tra le folle presenti allo stadio i dachshund sausage. Il nome hot dog venne dato a questi panini dal disegnatore di vignette sportive P.A. Dorgan. Egli raffigurò un panino con dentro un bassotto, associando il würstel a questo cane, che era anch'esso lungo e tedesco e dato che i venditori chiamavano la gente dicendo «get your dachshund sausages while they're red hot» cioè "prendi la tua salsiccia mentre è ancora calda", da lì prese il nomignolo equivoco hot dog.
Si suppone anche che la parola "hot dog" fosse nata da dog wagon, termine utilizzato, in senso dispregiativo, per alludere agli hot dog venduti dagli immigrati tedeschi nelle università. Gli studenti dell'epoca erano infatti soliti ironizzare sulla qualità della carne di quegli hot dog, da loro giudicata scadente, paragonandola all'aspetto dei bassotti.
In lingua inglese, la parola dog può anche indicare il "dente di arresto", altresì detto "briglia" o "grappa". Nel caso degli hot dog questi ricordano le briglie (lunghe circa 15 cm) usate un tempo dai ferrovieri per bloccare le rotaie alle traversine di legno.
Durante la fine del Novecento gli hot dog venivano soprannominati red hots, un termine tuttora in uso nel Maine e a Detroit che allude alle piastre roventi su cui vengono cotti. L'uso della parola "hot dog" è attestato dal 1884 e vi sono testimonianze scritte già a partire dal 1890.

### Diffusione
I primi venditori di hot dog erano concentrati a New York. Tra questi vi era Charles Feltman, che iniziò a venderli a Coney Island dal 1867 (secondo altre fonti dal 1871) e ideò l'antecedente dell'hot dog bun, il caratteristico pane soffice e lungo usato per prepararli. Un altro venditore di hot dog, Nathan Handwerker, che aprì una sua bancarella nel 1916, promuoveva i suoi prodotti organizzando delle gare di cibo.
Gli immigrati tedeschi diffusero gli hot dog in altre importanti città statunitensi quali Detroit, Milwaukee e, in anni più recenti, Los Angeles.

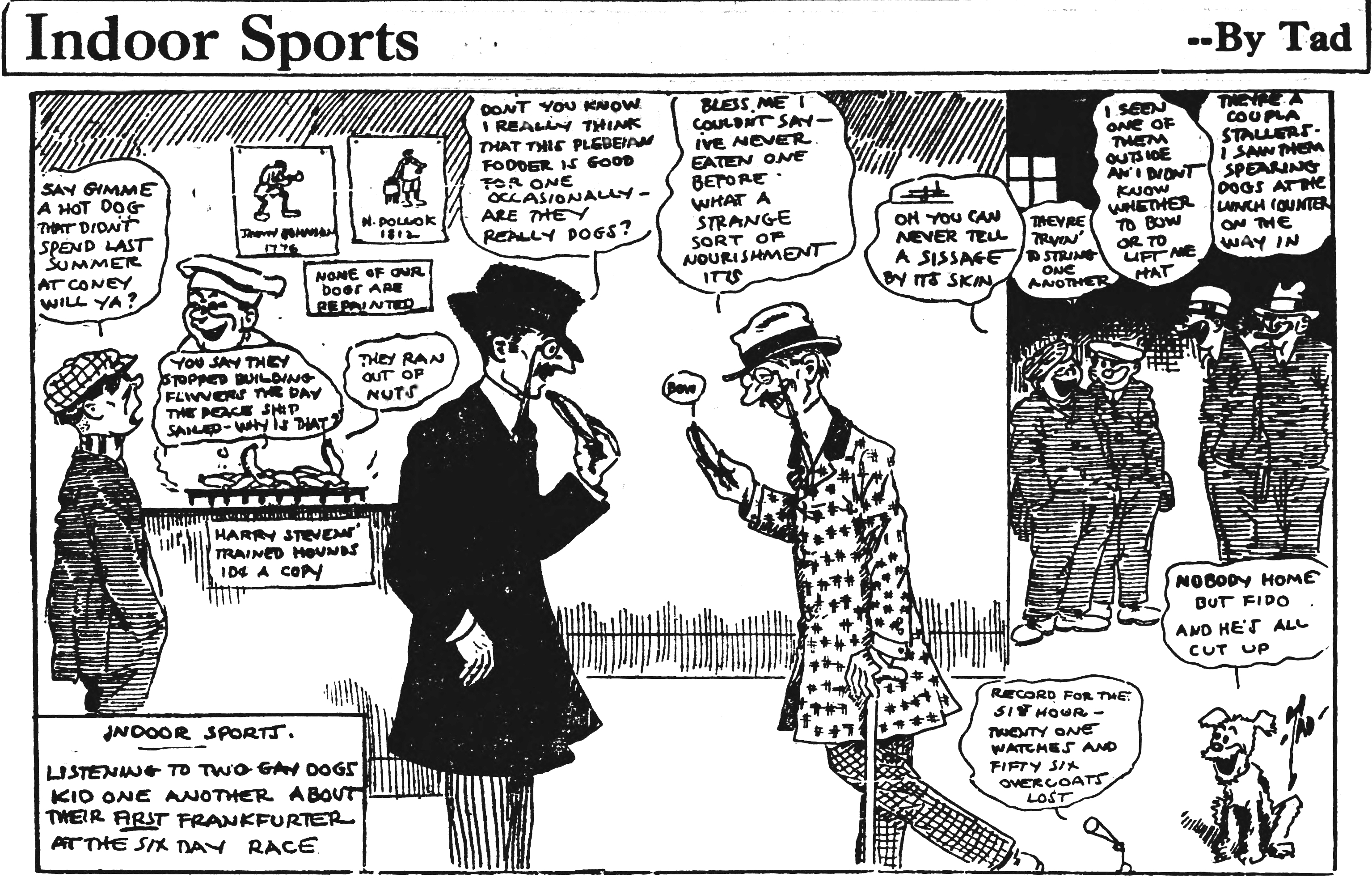
Una vignetta del fumettista Tard Dorgan che raffigura dei gentiluomini e sullo sfondo un venditore di hot dog, nella striscia Indoor Sports del New York Journal

A favorire la diffusione del termine "Hot dog" fu un vignettista del New York Journal, Tard Dorgan, che, attorno al 1900, disegnò un fumetto raffigurante i venditori ambulanti che gridano Hot Dachshund! per attirare la clientela durante una partita di baseball al Polo Grounds. Non sapendo però scrivere la parola, pur conoscendone il significato, scrisse Hot dog!.
Nel 1939, durante una visita di Giorgio VI alla Casa Bianca, il presidente americano Franklin Delano Roosevelt servì al re britannico degli hot dog. Sebbene sia stato criticato per la sua scelta di avergli servito degli alimenti non giudicati degni di un sovrano, Giorgio VI mangiò due hot dog.
Oggi gli hot dog sono diffusi in tutto il mondo, vengono prodotti dalle catene e ne esistono diverse varianti come, ad esempio, quelle con formaggio o salsa piccante, il completo cileno e il ketwurst tedesco. Stando a Eric Mittenthal, presidente del National Hot Dog and Sausage Council, gli statunitensi consumerebbero circa 7 miliardi di hot dog tra il Memorial Day (27 maggio) e il Labor Day (2 settembre).

## Nella cultura di massa
- Soprattutto negli Stati Uniti si tengono delle gare annuali a "chi mangia più hot dog", sfide a cui tutti possono partecipare. Vince chi ingurgita più hot dog allo scadere del tempo (solitamente 10 minuti a fronte di svariate decine di hot dog ingeriti), con l'unico aiuto fiumi di birra o a volte di Coca-Cola. In questo caso, la salsiccia generalmente viene preparata senza contorni.[8] Nel film ...altrimenti ci arrabbiamo!, Bud Spencer e Terence Hill decidono di "giocarsi a birra e salsicce" la proprietà di una dune buggy.
- Il 2 luglio 2003, a Chicago, venne preparato un hot dog lungo 60 metri.